# Maćkowa Polana

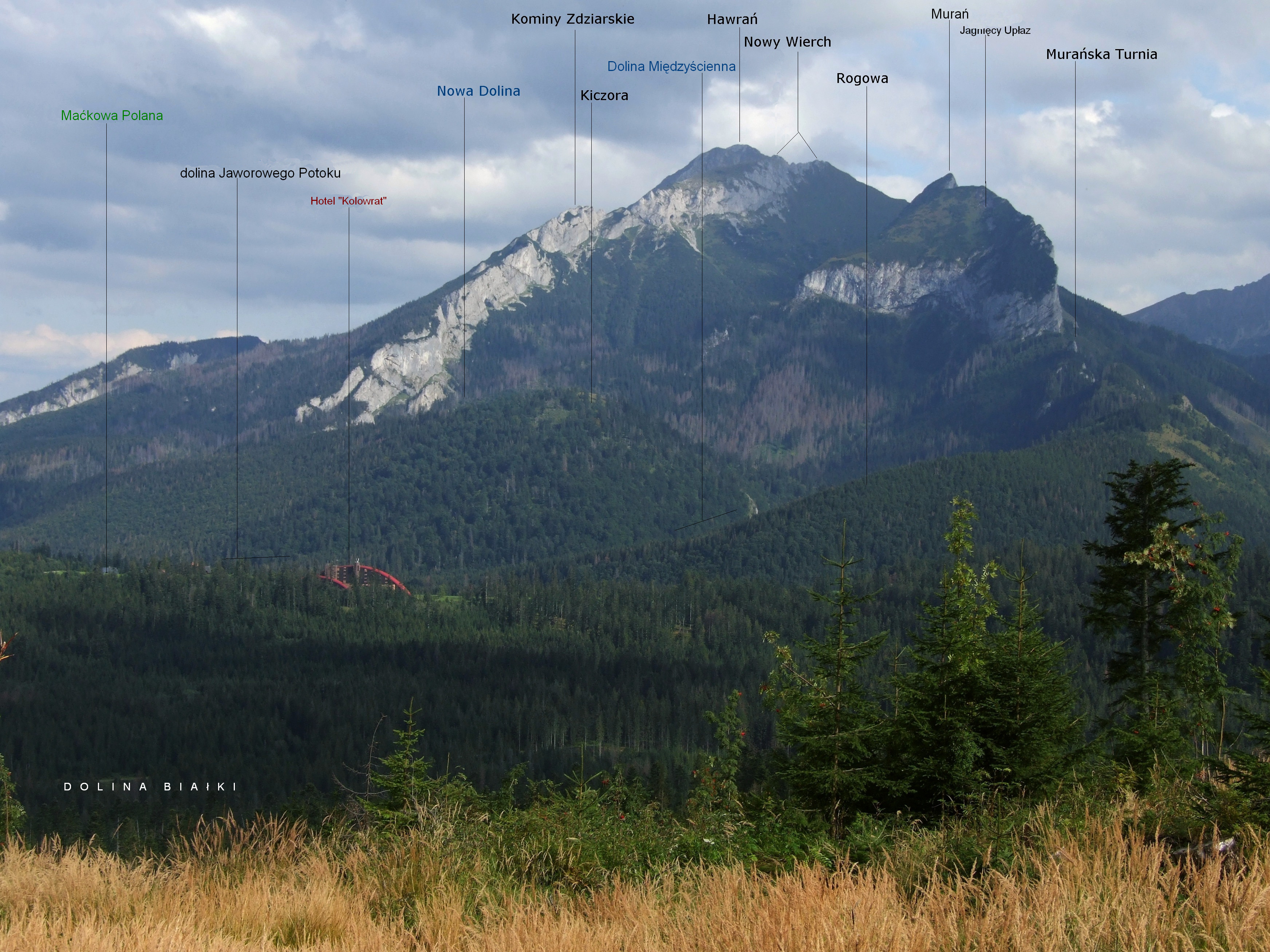
Widok z grzbietu Wierchporońca

Maćkowa Polana – polana na grzbiecie Chowańców Wierchu (1038 m) nad słowacką miejscowością Jaworzyna Tatrzańska. Znajduje się na terenie Słowacji, przy granicy z Polską. Pod względem geograficznym należy według Jerzego Kondrackiego do Pogórza Spiskiego. Nazwa pochodzi od imienia Maciej. Dawniej bowiem polana była własnością rodu Ganobów z pobliskiej, polskiej miejscowości Jurgów. W 1924 decyzją Ligi Narodów całe wzgórze Chowańców Wierchu, jak również użytkowana dawniej przez jurgowian część Tatr (tzw. Dobra Jaworzyńskie) zostały przyznane Czechosłowacji.
Polana jest dość duża i znajduje się na płaskim niemal grzbiecie. W 1977 rząd Czechosłowacji wybudował na niej komfortowy hotel „Poľana”. Do 1989 r. obiekt był on własnością Komunistycznej Partii Czechosłowacji i stanowił rządowy, zamknięty ośrodek wypoczynkowy. Po rozpadzie Czechosłowacji Słowacy zmienili jego nazwę i przeznaczenie. Obecnie jest to dostępny dla wszystkich hotel „Kolowrat”. Prowadzi do niego z Jaworzyny Tatrzańskiej droga dojazdowa. Od hotelu drogą leśną stokami Chowańców Wierchu i Skoruśniaka zimą prowadzi narciarski szlak turystyczny

## Szlaki turystyczne
– niebieski z Jaworzyny Tatrzańskiej stokami Chowańcowego Wierchu i Skoruśniaka do doliny Jaworowego Potoku (pomiędzy Podspadami a dawnym przejściem granicznym)